# 大克罗地亚

1990年代初期南斯拉夫内战时的大克罗地亚构想区域

大克罗地亚  是一种克罗地亚民族主义概念。大克罗地亚思想在20世纪中长期存在，特别是在南斯拉夫王国时代、第二次世界大战、克罗地亚战争期间。现在只有克罗地亚纯粹权利党支持这一主张。大克罗地亚的范围包括了今日的波黑全境和塞尔维亚的部分地区（主要在伏伊伏丁那）。有时斯洛文尼亚也被划入大克罗地亚的范围。